# La Cour des grands (album)
Pour les articles homonymes, voir La Cour des grands.
Albums de Bigflo et Oli
Le Trac
(2014) La Vraie Vie
(2017)
Singles
1. Comme d'hab[3]
Sortie : 6 avril 2015

La Cour des grands est le premier album studio du duo de rap français Bigflo et Oli, sorti en 2015 sous le label Polydor. Il s'est classé second du Top Album en France la semaine du 13 juin 2015. Il est certifié disque d'or un mois après sa sortie, puis disque de platine après quatre mois.

## Liste des titres
Toute la musique est composée par Florian et Olivio Ordonez, sauf exceptions notées.
| No  | Titre                                  | Auteur                                                                                         | Durée |
| --- | -------------------------------------- | ---------------------------------------------------------------------------------------------- | ----- |
| 1.  | La Cour des grands                     | Florian et Olivio Ordonez, Jesse Singer, Christopher Soper et Luc Blanchot                     | 04:44 |
| 2.  | C'est qui ces deux-là ?                | Florian et Olivio Ordonez, Jesse Singer, Christopher Soper, Nicholas S.S. Banns, Khalil Walton | 03:59 |
| 3.  | Comme d'hab                            |                                                                                                | 04:04 |
| 4.  | Le Bouchon                             | Florian et Olivio Ordonez, Jesse Singer, Christopher Soper                                     | 04:38 |
| 5.  | Marco                                  | Florian et Olivio Ordonez, Jesse Singer, Christopher Soper                                     | 03:48 |
| 6.  | J'attends la vague (solo Bigflo)       |                                                                                                | 04:09 |
| 7.  | Raccroche                              |                                                                                                | 03:38 |
| 8.  | Le Cordon                              | Florian et Olivio Ordonez, Luc Blanchot                                                        | 04:17 |
| 9.  | Aujourd'hui                            | Florian et Olivio Ordonez, Jesse Singer, Christopher Soper et Luc Blanchot                     | 03:42 |
| 10. | Ça coûte rien                          | Florian et Olivio Ordonez, Jesse Singer, Christopher Soper                                     | 03:08 |
| 11. | Le Bijoutier                           | Florian et Olivio Ordonez, Jesse Singer, Christopher Soper et Luc Blanchot                     | 04:06 |
| 12. | Nous aussi                             |                                                                                                | 04:59 |
| 13. | Nik ta mère                            |                                                                                                | 05:00 |
| 14. | Le Philosophe sans la barbe (solo Oli) | Florian et Olivio Ordonez, Jesse Singer, Christopher Soper                                     | 04:01 |
| 15. | Miroir                                 |                                                                                                | 04:12 |
| 16. | C'est pas du rap...                    | Florian et Olivio Ordonez, Emmanuel Carrillo, Samir Laroche, Jesse Singer, Christopher Soper   | 04:13 |
| 17. | Monsieur tout le monde (bonus)         |                                                                                                | 04:36 |
| 18. | Gangsta (bonus)                        | Florian et Olivio Ordonez, Emmanuel Carrillo, Samir Laroche                                    | 03:39 |

### Réédition
| 1.  | Mytho                                | 3:36 |
| 2.  | Je suis                              | 4:37 |
| 3.  | À mon retour                         | 5:11 |
| 4.  | Début d'empire                       | 6:43 |
| 5.  | Demain c'est nous (bonus)            | 4:50 |
| 6.  | La Tempête (bonus)                   | 5:18 |
| 7.  | Du disque dur au disque d'or (bonus) | 5:17 |
| 8.  | Atlantis (bonus)                     | 4:46 |
| 9.  | Quand même (bonus)                   | 3:38 |
| 10. | Jeunesse influençable (bonus)        | 5:04 |
| 11. | C'est que le début (bonus)           | 3:18 |
| 12. | Pourquoi pas nous ? (bonus)          | 3:53 |
| 13. | Héritage (bonus)                     | 4:03 |

## Crédits
Informations incluses dans le livret de l'album
- Bigflo : rap, piano (11, 13, 14, 15), arrangements
- Oli : rap, trompette (10, 11 et 14)
- Luc Blanchot : violoncelle (8, 9, 11 et 13), arrangements
- « Wawad » Walid Baali : beatbox (3 et 7)
- Kyan Khojandi : la voix du présentateur radio (4)
- Denshu : scratchs (15 et 16)

## Classements et certifications
| Classement (2015)            | Meilleure position |
| ---------------------------- | ------------------ |
| Belgique (Flandre Ultratop)  | 123                |
| Belgique (Wallonie Ultratop) | 6                  |
| France (SNEP)                | 2                  |
| Suisse (Schweizer Hitparade) | 19                 |

| Région | Certification | Ventes/Streams |
| ------ | ------------- | -------------- |
| France | Platine       | 100 000        |